# Dumbrăveni (Sibiu)
Dumbrăveni (in passato Ibaşfalău, in ungherese Erzsébetváros, in tedesco Elisabethstadt, in dialetto sassone Eppeschdorf) è una città della Romania di 8343 abitanti, ubicata nel distretto di Sibiu, nella regione storica della Transilvania.
Fanno parte dell'area amministrativa anche le località di Ernea e Şaroş.
Tra i monumenti della città di particolare interesse sono:
- La chiesa cattolica armena, costruita nel XVIII secolo in stile barocco
- Il Castello Appafy, costruito nel XVI secolo in stile rinascimentale ed oggi adibito a edificio scolastico
- Il Tempio evangelico di Şaroş, trasformato in chiesa fortificata nel XV secolo

## Collegamenti esterni

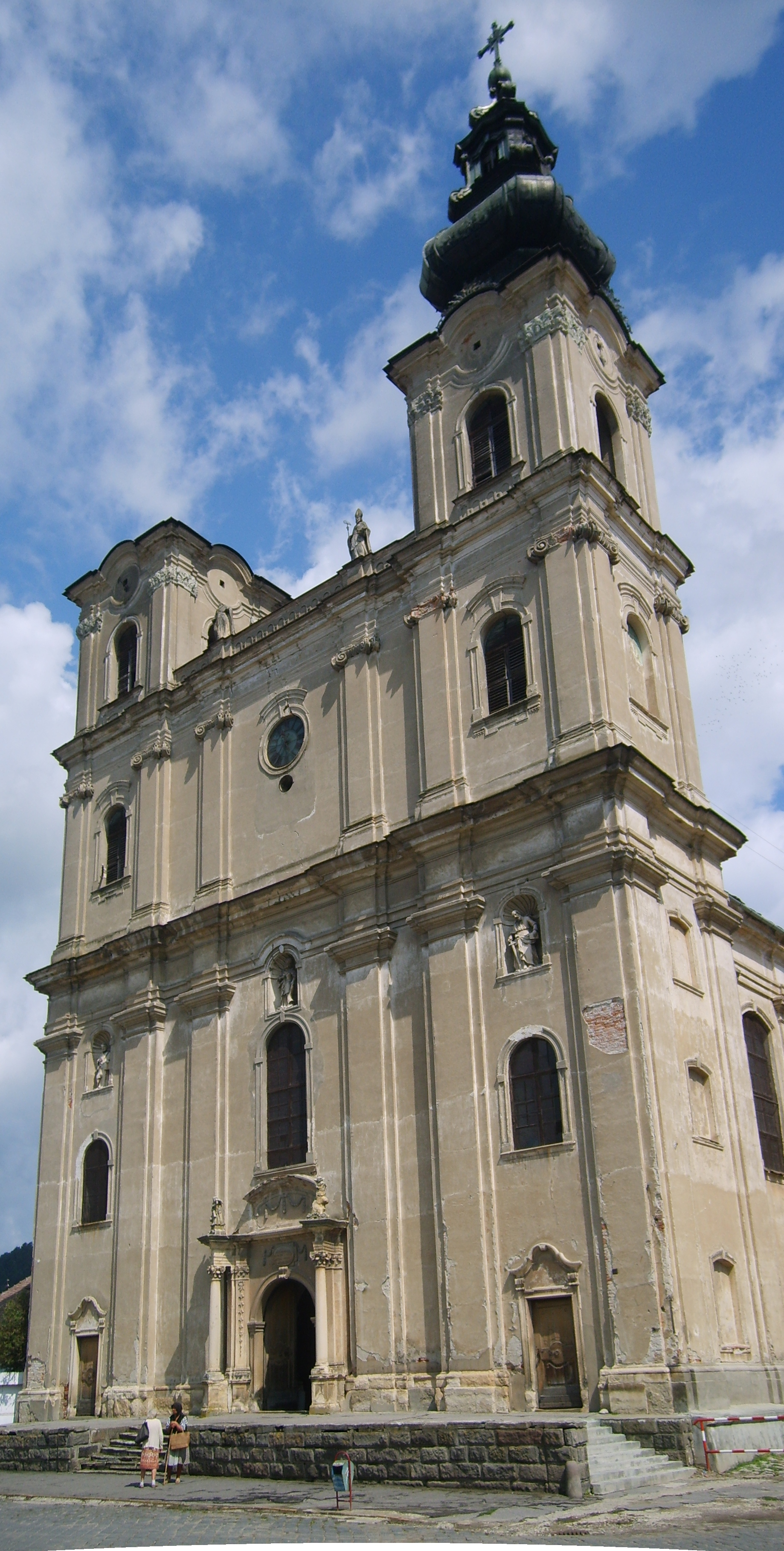
La chiesa cattolica armena